# Ślepi mężowie
Ślepi mężowie (ang. Blind Husbands) – amerykański dramat filmowy w reżyserii Ericha von Stroheima z 1919 roku.

## Obsada
- Erich von Stroheim – Porucznik von Steuben
- William De Vaull – Mężczyzna z domu
- Sam De Grasse – Dr Armstrong
- Valerie Germonprez – Panna młoda
- Fay Holderness – Kelnerka "wamp"
- Ruby Kendrick – Village Blossom
- Percy Challenger – Mężczyzna z domu
- Louis Fitzroy – Ksiądz